# O Protocolo
O Protocolo é uma comédia em um ato escrita por Machado de Assis e representada pela primeira vez no Ateneu Dramático em novembro de 1862. Mário de Alencar situa a produção teatral de Machado num esforço coletivo de criar um teatro genuinamente nacional que inspirou uma grande produção nas décadas de sessenta e setenta no século XIX. Trata-se da representação de um casal cuja crise se acentua com a corte que um outro homem principia a fazer à esposa.

## Personagens
- Pinheiro, esposo de Elisa;
- Venâncio Alves, jovem impertinente que começa a fazer a corte à Elisa, aproveitando-se da crise do casal;
- Elisa, esposa jovem de Pinheiro;
- Lulu, prima jovem do casal, que tenta insiste na reconciliação de ambos.

## Enredo
Pinheiro e Elisa, um jovem casal, encontram-se em crise. Lulu tenta reconciliá-los em vão. Venâncio Alves começa a fazer a corte à Elisa, que lhe dá certa atenção. Lulu, apesar de muito jovem, percebe tudo e alerta Pinheiro. Numa crise de ciúmes, o casal se reconcilia, expulsando Venâncio de seu convívio. O título deriva das metáforas tiradas das relações internacionais usadas ao fim da peça, definindo os dois esposos como nações reconciliadas depois da guerra.